# راندي بروك
راندي بروك (بالإنجليزية: Randy Brock)‏ هو سياسي أمريكي، ولد في 28 سبتمبر 1943 في فيلادلفيا في الولايات المتحدة. حزبياً، نشط في الحزب الجمهوري.